# هنر و مکتب (کتاب)
هنر و مکتب (به انگلیسی: Art and Scholasticism)، کتابی است از فیلسوف فرانسوی ژاک ماریتن که در سال ۱۹۲۰ منتشر شده‌است. این کتاب کار او در زیبایی‌شناسی محسوب می‌شود. به گفته گری فرنل، این اثر «متن کلیدی‌ای بود که کار نویسندگانی مانند آلن تیت، کارولین گوردون، سالی و رابرت فیتزجرالد، فرانسوا موریاک، توماس مرتون، جان هوارد گریفین، فلانری اوکانر و تی. اس. الیوت را هدایت کرد.» تمایز تومیست-ارسطویی ماریتین بین هنر و پرودنس بر مجسمه‌ساز اریک گیل تأثیرگذار بود و در مقاله مهم زیبایی‌شناسی الهیاتی با عنوان «هنر و تقدس» توسط شاعر و نقاش دیوید جونز توسعه یافت.